# 1971 în jocuri video
Acest articol prezintă evenimente importante legate de jocuri video din anul 1971. Vezi și istoria jocurilor video.
La începutul anilor 1970, jocurile video au existat aproape în întregime ca noutăți transmise de programatori și tehnicieni cu acces la computere, în special în instituții de cercetare și companii mari. Istoria jocurilor video a trecut într-o nouă eră la începutul deceniului, totuși, odată cu creșterea industriei jocurilor video.

## Evenimente
- Magnavox semnează un acord preliminar cu Sanders Associates.
- Nakamura Manufacturing Ltd. începe să utilizeze numele de marcă Namco.[1]

### Lansări importante
- septembrie - Galaxy Game este primul joc video arcade
- noiembrie: Sunt lansate jocurile Computer Space în America de Nord[2] și Galaxy Game.[3] Producătorul de jocuri arcade Nutting Associates a produs 1.500 de copii ale jocului arcade Computer Space în noiembrie 1971, introducând prima producție în masă a unui joc video.[4]

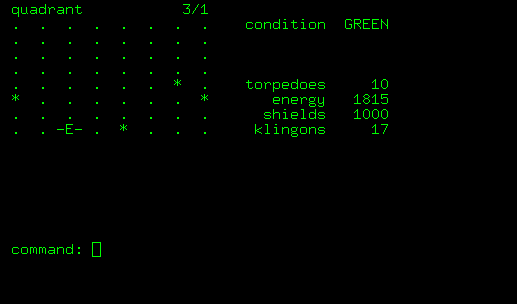
Captură de ecran din jocul BASIC Star Trek

- 3 decembrie - Este lansat The Oregon Trail, dezvoltat de Don Rawitsch pe un teleimprimator de la Universitatea Carleton[5]
- Apare jocul Star Trek,  dezvoltat de Mike Mayfield, David H. Ahl, Bob Leedom pe un computer Sigma 7 în limbajul BASIC.[6][7][8]
- Don Daglow scrie Baseball, primul joc video de baseball, pe o unitate PDP-10 de la Universitatea Pomona[9]